# Cantón de Noyers
El cantón de Noyers era una división administrativa francesa, que estaba situada en el departamento de Yonne y la región de Borgoña.

## Composición
El cantón estaba formado por quince comunas:
- Annay-sur-Serein
- Censy
- Châtel-Gérard
- Étivey
- Fresnes
- Grimault
- Jouancy
- Môlay
- Moulins-en-Tonnerrois
- Nitry
- Noyers
- Pasilly
- Poilly-sur-Serein
- Sainte-Vertu
- Sarry

## Supresión del cantón de Noyers
En aplicación del Decreto nº 2014-156 de 13 de febrero de 2014, el cantón de Noyers fue suprimido el 22 de marzo de 2015 y sus 15 comunas pasaron a formar parte del nuevo cantón de Chablis.